# 大阪シティバス住之江営業所
大阪シティバス住之江営業所（おおさかシティバスすみのええいぎょうしょ）は、大阪府大阪市住之江区新北島にある大阪シティバスの営業所。最寄り駅は、大阪市高速電気軌道（Osaka Metro）四つ橋線およびニュートラムの住之江公園駅で、最寄のバス停は「地下鉄住之江公園（バスターミナル）」。オスカードリームおよび、住之江バスターミナルに隣接している。
バス側面および後面窓ガラスに貼られる所属営業所を示すシールの表記は「ス」である。

## 概要
主に住之江区、西成区、平野区の路線を担当している。操車は住之江車庫、住吉車庫、鶴町車庫、出戸バスターミナル、なんばバスターミナルで行っている。大阪シティバスの全営業所の中では唯一、大阪駅前への定期運用がない。

### 大阪市営バス時代
1962年に大阪市交通局（大阪市営バス）の住之江営業所として設置された。
1995年の木津営業所廃止後、2002年1月27日の市バス再編以前までの間、なんば操車場で操車を行っていた。
2009年3月29日のダイヤ改正より大正区の鶴町四丁目（操車は鶴町車庫）、西船町（操車は西船町操車場）の発着路線を担当したが、2014年3月末で担当を外れている。
2013年の長吉営業所の廃止以降、出戸バスターミナル発着の平野区を通る路線も多く担当するようになった。
2002年1月の路線再編時に運行を大阪運輸振興（後の大阪シティバス）へ委託されており、大阪市交通局の民営化に伴い、2018年4月に大阪市交通局から大阪シティバスへ営業所が譲渡された。

## 沿革
- 1962年9月15日 - 大阪市交通局（大阪市営バス）の住之江営業所として設置される。
- 2002年1月27日 - 大阪運輸振興（後の大阪シティバス）に運行を委託。
- 2018年4月1日 - 大阪市交通局から大阪シティバスへ譲渡。

## 現行路線（一般路線）

### 2号系統
運行区間
- 2：出戸バスターミナル - 出戸南口 - 長吉城山 - 長吉長原東三丁目

概要
- 出戸バスターミナルと平野区長吉長原地区を結ぶ路線。
- 2002年1月27日以前は、支線2号系統という系統番号であった。また過去には幹線2号系統（出戸バスターミナル - 地下鉄喜連瓜破 - 今川二丁目 - 杭全 - あべの橋）も存在したが、1994年の大阪市営バス改編時に特5号系統（現在の5号系統の前身）に変更になった。
- 2013年4月1日、前日で長吉営業所が閉所になったのに伴い「長吉車庫前」から「長吉長原東三丁目」に停留所名が変更され、運行は住之江営業所と住吉営業所に移管された。翌2014年4月から住吉が担当を外れて住之江単独の担当となる。
- 2014年現在は主に小型車が使用される。約40-60分間隔で運行。出戸バスターミナル発最終便は大型車による運用である。

### 3号系統
運行区間
- 3：地下鉄住之江公園 - 西住之江 - 浜口 - 地下鉄玉出 - 播磨町 - 地下鉄西田辺 - 駒川 - 地下鉄平野 - 平野南口 - 喜連東口 - 出戸バスターミナル
  - 北島二丁目～西住之江間にある北島一丁目停留所は、住之江公園方面行きのみ停車する。

概要
3号系統は、住之江区（四つ橋線住之江公園駅）から国道26号線および南港通を経由して、平野区（谷町線出戸駅）を結ぶ路線である。住之江、西成、住吉、阿倍野、東住吉、平野の６区を経由する長距離系統となっている。地下鉄住之江公園～出戸バスターミナル間の系統は、他に4号系統がある。また、2014年4月1日から25号系統(地下鉄住之江公園～住吉車庫前)が新設され、地下鉄住之江公園～播磨町間は、この系統と並行している。
沿革
以前は幹線3号系統として出戸バスターミナル-平野南口-地下鉄西田辺-地下鉄玉出-西住之江（循環）の運行であり、地下鉄住之江公園へは行かなかったが、大和川通の開通により地下鉄住之江公園発着となった。また出戸バスターミナル-西住之江間の運行当時は幹線3A号系統（出戸バスターミナル-平野南口-地下鉄西田辺）、幹線3B号系統（地下鉄西田辺→播磨町→粉浜→西住之江→播磨町→平野南口→出戸バスターミナル）、幹線3C号系統（地下鉄西田辺-播磨町-粉浜-北島二丁目）が存在した。2002年1月27日の大阪市営バス改編後には、3C号系統（出戸バスターミナル→平野南口→地下鉄西田辺→播磨町）、3D号系統（播磨町-地下鉄玉出-浜口-地下鉄住之江公園）の区間便が存在していた。
- 2013年の長吉営業所廃止に伴い、住之江営業所担当に一本化され、起点:地下鉄住之江公園、終点:出戸バスターミナルとなった。

ダイヤおよび停留所
平日昼間と土曜・休日は1時間あたり1-2本の運行となっている。かつては、住吉営業所や長居営業所→阿倍野支所担当便も存在した（2013年4月の改正時点では復帰せず）。

### 4号系統
運行区間
- 4：地下鉄住之江公園 - 住之江区役所前 - 浜口 - 千躰 - 地下鉄長居 - 湯里六丁目 - 地下鉄喜連瓜破 - 出戸バスターミナル

概要
- 4号系統は、住之江区(四つ橋線住之江公園駅)から住之江通・長居公園通（国道479号）を経由して平野区（谷町線出戸駅）を結ぶ路線である。
- なお、このルートは大阪市が計画している敷津長吉線とほぼ同一である。

沿革
- 以前は出戸バスターミナル-地下鉄長居間を幹線4号系統として運行していた。1994年のダイヤ改正時に、すべて特4号系統として地下鉄長居-浅香間を延長しての運行を開始した（従来の出戸バスターミナル-地下鉄長居が幹線区間、延長区間の地下鉄長居-浅香が支線区間であった）。
- 1995年3月31日から特66号系統が運行されるため、支線65号系統と連結運行されていた便がすべて幹線4号系統として出戸バスターミナルから地下鉄長居までの運行に変更された。
- 2002年1月27日の大阪市営バス改編時に特4号系統は4号系統に、幹線4号系統は4A号系統になった。
- 2009年3月29日のダイヤ改正で4A号系統が地下鉄長居 - 住吉車庫前間を運転区間延長される。
- 2010年3月28日のダイヤ改正で4A号系統がそれまでの「起点:出戸バスターミナル、終点:住吉車庫前」から「起点:住吉車庫前、終点:出戸バスターミナル」に入れ替わり、これに伴い住吉営業所が4A号系統の担当に加わり、主担当となる(長吉営業所担当便も継続)。
- 2012年4月1日の改正により、4A号系統は40号系統に番号が変更された。
- 2013年4月1日のダイヤ改正・運行経路変更で、地下鉄長居 - 浅香を取り止め、地下鉄住之江公園 - 出戸バスターミナル間の運行となり（地下鉄長居 - 地下鉄住之江公園間は24号系統から変更）、4号系統のみ停車したあびこ中学校前停留所は廃止となった。これに伴い、廃止された長吉営業所が担当から外れ、変わって住之江営業所が担当に加わり、主担当となった（住吉営業所も担当継続）。
- 2014年4月1日で住吉営業所が担当を外れて住之江営業所の単独担当となった。また、40号系統廃止により増発される一方、平日朝に運転されていた地下鉄住之江公園 - 千躰間の区間便は廃止された。
- 2016年5月6日より住吉営業所が再び担当に加わる。
- 2016年12月16日で住吉営業所が担当を外れる。

ダイヤおよび停留所
- 平日、土曜、休日とも、1時間に3 - 5本の運行。但し、平日朝ラッシュは5 - 10分間隔。

### 9号系統
運行区間
- 9：出戸バスターミナル - 中出戸 - 加美南二丁目 - 平野東一丁目 - 平野宮町二丁目 - 平野西口 - 地下鉄平野 - 平野区役所前

概要
- 9号系統は、出戸バスターミナルを起点に国道25号線を経由して平野区加美南部地区と平野区中心部を結ぶ路線。
- この路線は元々、出戸バスターミナルから杭全、百済を経由してあべの橋まで運行されていた。市バス開設当初に設定された路線であり、市バスの路線の中でもっとも古い歴史を持つ系統であった。2002年1月27日以前は幹線9号系統であった。また、かつての幹線9号系統は出戸バスターミナル - 平野宮町二丁目が平野南口経由（当時の幹線1号系統（今の1号系統）と同経路）であったが、2000年4月1日に加美南三丁目経由に変更された。
- 以前は寺田町 - あべの橋間は大道二丁目経由だったが、2008年3月30日からはループ運行になった。
- 以前（平野南口経由時代）は大型車と中型車が混用され、経路変更後当初もこの状態で運行されていたが、現在は中型車または小型車が使用されている。
- 2012年4月1日の路線改正に伴い、大幅にルートが変更。杭全・あべの橋方面へは行かず、平野区役所前までの運行となる。また、加美南二丁目・加美南南口を経由するルートとなる。以前特8号系統として加美南二丁目 - 平野宮町二丁目 - 背戸口四丁目 - 平野区役所前で運行されていたものが、加美南二丁目から中央環状線を通って、出戸バスターミナルへ延長される形となった。
- 2013年の長吉営業所廃止に伴い、住之江営業所に移管された。またかつては、住吉営業所や長居営業所（→住吉営業所阿倍野支所）担当の便も存在していた。

### 14号系統
運行区間
- 14：出戸バスターミナル → 地下鉄喜連瓜破 → 瓜破霊園前 → 瓜破 → 高野（こうや）大橋 → 瓜破西 → 地下鉄喜連瓜破 → 出戸バスターミナル

概要
- 平野区瓜破地区を走る路線である。なお、瓜破停留所付近はかなり狭い道を通るため、中型車両または小型車両が使用されている。
- 高野大橋を終点としているが、引き続き乗車可能なループ系統になっている。平日・土曜・休日とも約45分〜60分毎の運行である。
- また臨時系統として14A号系統＜地下鉄喜連瓜破 - 瓜破斎場前＞（開設時は支線4A号系統（地下鉄喜連瓜破 - 瓜破霊園）として）が2008年の春の彼岸までお盆、彼岸や年末の墓参りシーズンに運行されていた。

沿革
- 以前は支線4号系統として地下鉄平野 - 平野南口 - 喜連北口 - 瓜破 - 高野大橋（循環）を、特8号系統として加美南二丁目 - 平野宮町二丁目 - 背戸口四丁目 - 平野区役所前を運行する2路線が存在した。後にこの2路線を統合して新たな支線4号系統の運転を開始し、2002年1月27日の大阪市営バス改編時に支線4号系統から14号系統になり、加美南南口と平野区役所前を経由するように変更された。
- 2007年10月27日：一部運行ルートを変更。狭隘区間にある喜連と喜連北口の停留所が廃止になり、広い道路上の喜連東一丁目経由になる。
- 2012年4月1日の路線改訂により、出戸バスターミナル発着に変更。加美南二丁目は経由しなくなった。なお、加美南二丁目へは、前述の9号系統のルート変更で経由する事となった。
- 2013年の長吉営業所廃止に伴い、住之江営業所に移管された。
- 2014年4月1日のダイヤ改正で66号系統を統合する形で高野大橋→地下鉄喜連瓜破間の一部経路を変更。

### 15号系統
運行区間
- 15：地下鉄住之江公園 - 住之江区役所前 - 浜口 - 地下鉄玉出 - 北加賀屋 - 平林北一丁目 - フェリーターミナル駅前 - かもめ大橋東詰 - 南港南六丁目
- 15A: 地下鉄住之江公園 - 住之江区役所前 - 浜口 - 地下鉄玉出 - 北加賀屋 - 平林北一丁目 - フェリーターミナル駅前

概要
- 15号系統は住之江区を東西に走行（一部は西成区も走行）する路線である。元々は3区間の系統であったものを統合して現在の運転区間となる。
- 以前は幹線49号系統として地下鉄住之江公園 - 地下鉄玉出間を、支線15号系統として地下鉄玉出 - 南港バスターミナル間を、支線16号系統として南港バスターミナル - 南港南六丁目間を、それぞれ運行していた。
  - しかし実質的に支線15号系統は、地下鉄住之江公園 - 地下鉄玉出 - 南港バスターミナル間の連続運行をしていた（幹線49号系統は地下鉄玉出到着後に、引き続き支線15号系統として運行する便と、地下鉄玉出で折り返す便とが存在していた）。なお幹線49号系統の変遷は下記の49号系統の項目で記述する。
  - 以前の支線16号系統はかもめふ頭を経由しておらず、別に支線16A号系統（南港バスターミナル - かもめふ頭）が存在していたが、後にこの2系統を統合して、かもめふ頭経由の支線16号系統になった。
  - かつては支線16号系統の区間運行便である支線16D号系統（南港バスターミナル - かもめ大橋東詰 - かもめふ頭）も存在した。この頃フェリー乗船客が多い場合は、フェリー到着に合わせかもめふ頭始発の南港バスターミナル行臨時便（途中各停留所に停車）も運行されたことがあるが、この臨時便用の側面幕は用意されていなかった。
  - また大阪南港海水遊泳場へのアクセスのために夏期に直行便（16A号系統）が運行されたときがあったが、大阪南港海水遊泳場の閉鎖に伴い直行便は運行されなくなった。この直行便は、住之江や住吉以外に、九条（のちの港）、鶴町、東成などの他営業所担当便も存在した。
- 2002年1月27日の市バス再編時にそれぞれ49号系統・15号系統・16号系統となる。
  - この時に49号系統・15号系統の担当が、住之江営業所から住吉営業所に変更となる。
- 2008年3月30日の市バス再編時に49号系統と15号系統の2つの系統を統合して15号系統（地下鉄住之江公園 - 地下鉄玉出 - 南港バスターミナル間の運行）になる。また、この時に住之江営業所の担当も復活し、主担当になった(住吉も担当継続)。
  - なおこの当時、平日の始発便として区間運転の15A号系統が以前の49号系統の区間と同じ地下鉄玉出発地下鉄住之江公園行きの1便が存在していた。
- 2010年3月28日のダイヤ改正で15号系統と16号系統とが統合し、15号系統として地下鉄住之江公園 - 地下鉄玉出 - 南港バスターミナル - 南港南六丁目間の運行に変更となる。同時にこれまでの15号系統（地下鉄住之江公園-地下鉄玉出-南港バスターミナルは）区間便の15A号系統となり、これまでの15A号系統（地下鉄玉出 - 地下鉄住之江公園）は廃止となる。
- 2011年4月1日のダイヤ改正で南港バスターミナルが閉所となり、バスターミナル北側にフェリーターミナル駅前停留所が設置される。
- 2012年7月17日に大阪南港フェリーターミナル前に南港フェリーターミナル停留所が設置され、毎日の一部時間帯（15時台から18時台）の南港南六丁目行きは南港フェリーターミナルを経由する15A号系統となり、それまでの15A号系統は15B号系統に変更。
- 2016年5月6日より住吉営業所が15号系統の担当に加わる。
- 2016年12月16日で住吉営業所が15号系統の担当を外れる。
- 2017年1月31日より、かもめフェリーターミナルから発着していたフェリーの発着場の移転に伴い、南港南4～食品ふ頭前間がかもめふ頭を経由しないルートに変更、あわせて15A号を15号に集約。
  - (旧)15A号系統の廃止に伴い、フェリーターミナル駅前発着の区間便である15B号の系統番号が15A号に変更された。
- 2023年4月14日より、地下鉄北加賀屋 - 平林北一丁目間に急行便を新設（酉島担当）[2]。

### 16号系統
- 16: 出戸バスターミナル - 長吉長原西三丁目 - 瓜破東八丁目

概要
- 出戸バスターミナルと平野区瓜破東地区を結ぶ路線。
- 元は赤バス出戸バスターミナル - 瓜破東八丁目 - 瓜破西住宅ルートの東側区間で、2013年4月1日より一般バスとして運行している。
- 全便小型車で運行。

### 17号系統
- 17：コスモスクエア駅前 → コスモスクエア南 → 南港中央公園 → 南港税関前 → 南港東五丁目 → ポートタウン東駅前 → 南港中央公園 → コスモスクエア南 → コスモスクエア駅前

概要
- 17号系統は日中および土曜休日は運行しない。

沿革
- インテックス大阪の完成に伴い支線17号系統として地下鉄朝潮橋 - （港大橋） - 国際見本市会場前での運行を開始したが、後にOTS線（現在の地下鉄中央線およびニュートラムの大阪港 - コスモスクエア - 中ふ頭間）の開通により支線17号系統は廃止になり、代わりに17号系統（コスモスクエア駅前 - 国際フェリーターミナル、発着する国際航路の運行日に合わせた曜日指定運行[3]）、臨17号系統（コスモスクエア駅 - 国際見本市会場前 - コスモスクエア東）、臨17A号系統（コスモスクエア駅 - コスモスクエア東、国際見本市会場前は経由せず）の他に、幹線17号系統（南港バスターミナル - ポートタウン東駅前 - コスモスクエア駅前）、区間運行の幹線17A号系統（ポートタウン東駅前 - コスモスクエア駅前）運行を開始した。
- 2002年1月27日：幹線17号系統が廃止され、臨17号系統が17号系統に、幹線17A号系統が17A号系統に、臨17A号系統が17B号系統に、17号系統が17C号系統にと系統番号変更。17A号系統は当初、南港東八丁目 - ポートタウン東駅間を南港税関経由で運行していたが、のちに経由しなくなる。
- 2007年3月31日：17A号系統が廃止。
- 2009年3月29日：17号系統と17B号系統が統合されて17号系統となり、国際見本市会場前のバス停は廃止となる。また時期は不明であるが17C号系統も廃止となる。
  - しかし実際は日中運行であった17号系統の廃止（同時に国際見本市会場前のバス停も廃止）により、朝ラッシュ時と夕ラッシュ時から深夜に運行されていた17B号系統の17号系統への改番という解釈が正しいと言える（3月28日までの17号系統運行時間帯に3月29日からの17号系統が運行されていないため）。
- 2010年3月28日：担当営業所が港営業所から住之江営業所に変更された。
- 2010年12月1日：44号系統と統合されて（新）17号系統となり、「コスモスクエア駅前」の17号系統ののりばが3番のりばから4番のりばに変更された。

### 25号系統
運行区間
- 25：地下鉄住之江公園 - 西住之江 - 浜口 - 地下鉄玉出 - 播磨町 - 府立総合医療センター - 住吉車庫前
  - 前述の3号系統同様、北島二丁目～西住之江間にある北島一丁目停留所は、住之江公園方面行きのみ停車する。

概要
- 2014年4月1日から運行開始。住之江区と住吉区を結ぶ系統。住吉市民病院の廃止に伴い、住之江区民の大阪府立急性期・総合医療センターへのアクセス向上を図った路線となっている。地下鉄住之江公園 - 住ノ江駅筋 - 浜口 - 地下鉄玉出間は前日で廃止となった47号系統の代わりを担う。
- 平日8～17時台のみ1時間に1本の運転で、土曜・休日は運転しない。大型車、中型車による運用である。同系統にはポンチョは入らない。

### 29号系統
運行区間
- 29：地下鉄住之江公園 - 北加賀屋 - 鶴見橋通 - 芦原橋駅前 - 地下鉄桜川 - なんば

概要
29号系統は住之江区（住之江公園）から新なにわ筋（大阪府道29号大阪臨海線）を経由してなんばと結ぶ路線である。住之江公園-難波間を結ぶ路線としては、四つ橋線があるが、29号系統は海側を走行する。市電時代と同一の系統番号を名乗る市電代替系統としては大阪市営バス唯一の存在である。
沿革
- ゾーンバス導入の際に幹線と支線が住之江公園で分離される以前は難波から出島（堺市）を結ぶ系統で今と同じ29号系統を名乗っていた。 ゾーンバス制度の導入により住之江公園で幹線と支線に分割後、2002年1月26日までは地下鉄住之江公園 - なんば間を幹線29号系統として、地下鉄住之江公園 - 出島間を支線29号系統として、さらに区間運転の地下鉄住之江公園 - 三宝間を支線29A号系統として運行していた。1995年の木津営業所廃止以前は木津営業所がメインの担当であったが、木津営業所廃止後は住之江営業所の他に、一部便を東成営業所、九条営業所（のちの港営業所、1997年末より）が担当していた。
- 2002年1月27日改正以降は住吉営業所に担当になった（住之江営業所が大阪運輸振興の委託になったことによる）が、2007年1月8日の改正より住吉営業所と住之江営業所の共管路線となった。
- 2010年3月28日の改正より港営業所と東成営業所が再度担当に加わったが、2012年4月改正時にどちらも再度担当外となった。
- 2014年4月1日の改正で住吉営業所が担当から外れ、住之江営業所単独となる。
- 2016年5月6日より住吉営業所が再び担当に加わる。
- 2016年12月16日で住吉営業所が担当を外れる。

ダイヤおよび停留所
2012年4月1日のダイヤ改正で、日中はパターンダイヤが採用され30分間隔の運行となっていた。
2013年4月1日のダイヤ改正で、平日と土曜日に減便され40分間隔の運行となった。また、夜間時間帯（休日は16時台以降）は1時間1本の運行となった。
2008年までは異常時を除きリフトバスとツーステップバスのみが運用されていたが、2009年にリフトバスが転属･廃車されてしまった関係で、2009年3月からはノンステップバスに置き換わっている。
2017年4月1日より、住之江公園発の初便に、従来の毎日6時00分台 (現在もその便は毎日存在する) の前に、平日・土曜には5時20分頃、日祝には5時50分頃が新設増便された。終便のなんば発は23時10分頃である。

### 33号系統
運行区間
- 33：出戸バスターミナル - 地下鉄出戸 - 長原南口 - 長吉高校前 - 長吉川辺二丁目(出戸バスターミナル行きのみ経由) - 長吉川辺四丁目

概要
- 33号系統は出戸バスターミナルと平野区長吉長原・長吉川辺地区を結ぶ路線。また、一部松原市を走行する。

沿革
- 以前は支線3号系統（出戸バスターミナル - 川辺）のみの運行であったが、2000年4月1日に支線3A号系統（出戸バスターミナル - 長吉川辺四丁目）が新設された。2002年1月27日に、支線3A号系統が3A号系統に、支線3号系統が支線3B号系統に系統番号変更となった。
- かつては間合い運用で住吉営業所が運用に入る事もあった。また、大型車が使われていた時期があったものの、現在は中型車または小型車が使用されている。
- 以前は近鉄バス大堀線（28番）が地下鉄出戸と河内天美駅の間で運行していたため、同路線とも一部並行していた。
- 2013年の長吉営業所廃止に伴い、住之江営業所に移管された。
- 2014年4月1日のダイヤ改正から3A号・3B号が統合されて33号系統に番号変更され、長吉高校～長吉川辺四丁目間が経路変更される。この変更で川辺停留所は廃止となり、長吉川辺四丁目・恵我小学校の両停留所は反対方向へ移設。

ダイヤ
- 1時間に1～2本運行されている。

### 48号系統
運行区間
- 地下鉄住之江公園 - 東加賀屋一丁目 - 梅南三丁目 - 地下鉄花園町 - 今池駅前 - 地下鉄動物園前 - あべの橋
  - 御崎四丁目停留所はあべの橋行のみ停車する。

概要
- 住之江区(地下鉄住之江公園)と天王寺区(あべの橋)を結ぶ系統。47号系統よりやや西側を走行する。東加賀屋一丁目 - 梅南三丁目間は阪神高速15号堺線の高架下を走行する。
- 住之江営業所専属だが、2014年3月31日まで一部住吉営業所の車両も担当があった。東加賀屋一丁目～中加賀屋一丁目付近の道路は狭隘だが、大型車のみで運用される。

2018年4月1日の民営化と同時に、停留所名が住吉市民病院前から東加賀屋一丁目に変更された。
ダイヤ
- 平日・土曜・休日共1時間に1-2本。

### 49号系統
運行区間
- 49：地下鉄住之江公園 → 泉一丁目 → 平林駅前 → 住之江郵便局前 → 地下鉄住之江公園

概要
- 地下鉄住之江公園と平林地区を結ぶ路線。往復でルートが異なる循環路線である。

沿革
- 以前は特49号系統（住之江地区ゾーンバス制度導入前は49号系統）として、地下鉄玉出-浜口-地下鉄住之江公園-泉一丁目-平林駅前-平林北一丁目（循環）という、現在の15・49・49A・49B号系統を部分的に組み合わせたような路線が運行されていて、区間運転の幹線49A号系統（地下鉄住之江公園 - 浜口 - 地下鉄玉出）、支線49号系統（地下鉄住之江公園 - 泉1丁目 - 平林北一丁目）も存在していた（ちなみに当時の幹線49号系統は、なんば - 西住之江 - なんばの循環系統であった）。
- 後に幹線49号系統と特49号系統は廃止になり、幹線49A号系統が幹線49号系統へ系統番号が変更され、支線49号系統はそのまま存続された。
- その後の1994年の改編で、当時の支線14号系統（地下鉄住之江公園 - 住之江郵便局前 - 平林駅前 - 南港口駅前）と統合する形で、支線49号系統は泉一丁目経由から現在の49号系統と同じ住之江郵便局前経由に変更になった。しかし、地下鉄住之江公園 - 平林駅前間で大和川通の渋滞が原因となる遅延が生じることが多くなったので、かつての泉一丁目経由で運行する支線49A号系統の運行が再開されるようになった。
- 2002年1月27日の市バス再編の際に幹線49号系統は49号系統へ、支線49号系統は49A号系統へと系統番号だけが変更されたが、支線49A号系統は49B号系統として、それまでの平林北一丁目付近での循環運転をやめ、新木津川大橋経由で鶴町四丁目まで運転区間が延長された。
- 2008年3月30日の市バス再編の際に49B号系統が朝夕の通勤時間帯だけの運行になり、49B号系統が運転されない時間帯に以前の支線49A号系統を運行していた経路で49C号系統が運行を開始（再開）する。
- 2009年3月29日のダイヤ改正で49C号系統が廃止となる。同時に49A・49Bともに住吉営業所の車両でも運行されるようになる。
- 2010年3月28日のダイヤ改正で49B号系統は平日・土曜日のみの運行（休日は運休）となる。また、住吉営業所担当がなくなる。
- 2012年4月1日のダイヤ改正で49A号系統は49号系統に番号が変更。また、地下鉄住之江公園-平林駅前間の循環系統として新規に49A号(左回り)・49B号(右回り)が新設される。
- 2014年4月1日のダイヤ改正で49号系統、49B号系統が廃止となり、それまでの49A号系統が49号系統として運行されるようになる。

### 54D号系統
運行区間
- 54D：住吉車庫前 → 府立総合医療センター → 播磨町 → 阪南町七丁目 → 地下鉄西田辺 → 東住吉区役所前 →　鷹合団地前 →　矢田行基大橋 → 苅田 → 地下鉄あびこ → JR我孫子町駅 → 住吉区役所区民センター → 殿辻 → 住吉車庫前

概要
- 2014年4月新設、日中54Bと交互に（2時間間隔）で運行。
- 54Dは全便住之江営業所の小型車で運行。

### 61A・B号系統
運行区間
- 61A：出戸バスターミナル → 長吉小学校前 → 六反西口 → 長吉六反 → 長吉出戸住宅前 → 中出戸 → 出戸バスターミナル
- 61B：出戸バスターミナル → 西出戸 → 中出戸 → 長吉出戸住宅前 → 長吉六反 → 六反西口 → 長吉小学校前 → 出戸バスターミナル

概要
- 出戸バスターミナルと平野区長吉六反地区とを結ぶ循環系統である。61A号系統が反時計回り、61B号系統が時計回りとなっていて、西出戸には61B号系統のみ停車する。

沿革
- もともとは、支線1甲号系統（現在の61A号系統の前身）と支線1乙号系統（現在の61B号系統の前身）が運行していた。また前身の支線1号系統は開設当初は循環しておらず、長吉城山経由長吉六反までの南半分のみであった。
- 1999年10月1日：大阪市立クラフトパークの開設に伴い、支線1甲A号系統（現在の61C号系統）と支線1乙A号系統（現在の61D号系統）が運行開始。
- 2002年1月27日：支線1甲号系統と支線1乙号系統が長吉小学校前経由に経路変更した上でそれぞれ、1A号系統と1B号系統に系統番号変更。支線1甲A号系統と支線1乙A号系統は経路変更せずそのまま1C号系統と1D号系統に系統番号を変更。
- また早朝に1便だけ、1A号系統出庫系統として1E号系統（六反西口→長吉六反→長吉出戸住宅前→中出戸→出戸バスターミナル）が運行されている。
- 支線1甲乙号系統の時代、上記の現1E号系統及び1F号系統に相当する出庫便（但し、当時は出戸南口経由）の他、入庫便として出戸バスターミナル→中出戸→長吉出戸住宅前→長吉六反→六反西口止めが存在した。
- 2008年3月30日の改正で1ABCD号系統は「長吉六反」 - 「六反南口」間の運行経路を変更し、1B・1D系統に「六反東公園」停留所が新設される。六反東公園やクラフトパーク前では近鉄バス八尾営業所担当のJR久宝寺駅 - 八尾南駅の路線（2017年3月まで運行）とも接していた。
- 2012年4月1日の改正により、全便長吉小学校前を経由。出戸南口を経由しなくなる。また1A・1C号系統がダブルストップとなっていた「六反東住宅前」停留所のうち、六反南口寄りの停留所を「長吉六反三丁目」に名称が変更される。
- 2013年の長吉営業所廃止に伴い、住之江営業所に移管。
- 2014年4月1日の改正で系統番号を61A～Dへ変更。
- 2015年10月1日に六反東公園～六反1間の経路を変更し長吉六反・六反北口の両停留所を西側の道路に移設。併せて61C・D号は61A・B号に統合、クラフトパークを経由しなくなる。

ダイヤ・車両
左回りのAと右回りのBはそれぞれ合わせて1時間に1-2本程度運行。小型車と中型車が使用されている。

### 70・70急号系統
- 70・70急：西船町 - 大運橋通(北) - 大正区役所前(北) - 大正橋(大正駅前) - ドーム前千代崎
  - 2014年4月1日より鶴町営業所単独の担当路線となる。
  - 2023年12月1日より鶴町営業所との共管路線となる
  - 70急号系統は平日のラッシュ時のみの運転で、大運橋通 - 大正橋間は中央中学校前と大正区役所前だけに停車する。

### 71号系統
- 71：鶴町四丁目 - 大運橋通(北) - 大正区役所前(北) - 大正橋(大正駅前) - 地下鉄桜川 - なんば
  - 2014年4月1日より鶴町営業所単独の担当路線となる。
  - 2023年12月1日より鶴町営業所との共管路線となる

### 73号系統
運行区間
- 73：なんば - 日本橋一丁目 - 上本町六丁目 - 鶴橋駅前 - 桃谷駅前 - 生野区役所 - 大池橋 - 杭全（くまた） - 中野中学校前 - 地下鉄平野 - 平野南口 - 平野スポーツセンター - 出戸バスターミナル

概要
- なんばから千日前通、勝山通、今里筋、南港通、長居公園通を経由し、平野区の出戸バスターミナル（出戸駅）を結ぶ路線である。中央、天王寺、生野、東住吉、平野の市内５区を経由する長距離系統で、全区間を通しで乗ると約70分要する（千日前通の交通渋滞で1時間半近くかかる事もある）。
- かつては、73号系統（なんば - 杭全間）および23号系統（出戸バスターミナル - 上本町六丁目、幹線23号系統時代は地下鉄平野 - 上本町六丁目間）として運行されていた。その後73号系統は、支線30号系統を運行を開始したのに伴い乗継対象になり幹線73号系統に改称している。

- 73号系統は木津営業所が存在していた時代には木津がメイン担当で、この他に東成営業所が担当する便もあった。1995年に木津営業所が廃止されてからは東成と住之江の両担当となり、その後1997年末より、九条（のちの港、2013年3月末で営業所廃止）が加わった。また23号系統は東成営業所・長吉営業所が担当（時代により主担当は異なる）であった。
- 1994年3月に23号系統は、出戸バスターミナル - 地下鉄平野間が区間延長される。
- 2002年1月27日に73号系統の系統番号に戻る。この時に住之江営業所が担当から外れた。
- その後、2010年3月28日より、住吉営業所も担当に加わった。
- 2012年4月1日のダイヤ改正で、住吉営業所に代わって、鶴町営業所が担当に加わった。
- 2013年4月1日のダイヤ改正・運行経路変更で23号系統を集約し、なんば - 出戸バスターミナル間に運転区間が延伸される。また、港営業所が廃止のため担当から外れる。
- 2014年4月1日のダイヤ改正で、前日を以って廃止となった東成営業所と撤退した鶴町営業所に代わり、住之江営業所専属として再度担当が復活。
- 2014年9月21日に「勝山三丁目」停留所が「勝山四丁目」に改称。

ダイヤ及び停留所
平日・土曜・日祝日とも、日中は概ね30分間隔での運行である。旧23・73号系統末期には中型車の運用も存在したが、現在は大型車のみの運用となっている。ハイブリッドノンステップバスは稀にこの系統に入る時がある。

### 76号系統
運行区間
- 76：地下鉄住之江公園 - 北加賀屋 - 南津守 - 大運橋通 - 大正区役所前 - 三軒家 - 大正橋 - ドーム前千代崎

概要
76号系統は、住之江区（住之江公園）から千本松大橋、大正通を経由して、大正区（大阪環状線・長堀鶴見緑地線大正駅）を結ぶ路線である。
沿革
- 以前の76号系統（1979年の住之江区・大正区エリアゾーンバス制度導入以降は幹線76号系統）は、終点停留所が大正橋であった。後に大正区内が都市新バス路線（グリーンエースII）となった際に、それまでの幹線臨70号系統（現在の70号系統の前身）や幹線臨91号系統（現在の91号系統の前身）との入れ替わりで終点停留所が九条車庫前（現在の大正橋 - 境川間）まで延長された（ただし大正橋発着の頃から早朝深夜を除き方向転換は九条営業所内で行っていたために、実際には九条車庫前での乗降は可能であった…詳細は70・70急号系統の項で記述する）。
- 2000年5月20日に九条営業所が港営業所への移転により閉鎖になるとともに九条車庫前停留所が廃止になり、終点が大阪ドーム前千代崎（現・ドーム前千代崎）に変更になり現在に至っている。
- かつては住之江営業所が主に担当し、早朝の経由出庫で1994年3月30日まで鶴町営業所、1994年から3月31日九条営業所が担当していたが、2002年1月27日改正以降は住吉営業所に担当になった（住之江営業所が大阪運輸振興の委託になったことによる）。しかし2007年1月8日の改正より、主として住吉営業所と住之江営業所で担当し、早朝の一部を引き続き港営業所で担当することとなった。後に港は離脱、住吉は2014年3月末で離脱して、現在は住之江が単独で担当。
- 港営業所が担当になる以前は、早朝や深夜の一部を鶴町営業所が担当する便が存在していた。この当時には地下鉄住之江公園発大運橋通行きの最終便（現在のドーム前千代崎行き最終便よりも遅い時刻の発車で、そのまま鶴町営業所へ入庫）も存在した。
- また木津営業所が存在していた頃に、住之江競艇開催日の最終レース終了後の臨時便として木津営業所の担当で地下鉄住之江公園発大正橋行き（後に九条車庫前行き・以下同様）が運行されていた。
  - なおこの当時、鶴町営業所車輌での大運橋通行きおよび木津営業所車輌での大正橋行きには該当する76号系統の表示幕はなかった。これらの便では方向幕を無表示（白幕）にしたうえで、バス前後のガラスに内側から76 大運橋通行きや76 大正橋行きと手書きのプレートを表示して（特に鶴町営業所車輌での大運橋通行きは白幕に終車灯を点灯させて）運行していた。

ダイヤおよび停留所
平日は毎時1-2本、土休日は毎時1本の運行である。

### 89号系統
運行区間
- 89：地下鉄住之江公園 - 松屋 - 三宝（さんぼう） - 堺駅西口

概要
- 89号系統は、住之江区（住之江公園）から大阪府道29号大阪臨海線（阪堺大橋）を経由して堺市堺区の南海堺駅を結ぶ路線である。以前は支線29号系統（後の29A号系統）が地下鉄住之江公園 - 出島間、支線29A号系統（後の29B号系統）が地下鉄住之江公園 - 三宝間の路線であったが2008年3月30日に一連の市バス・赤バス運行体制見直しが行われたことにより29A号系統と29B号系統が統合され、29A号系統として地下鉄住之江公園 - 三宝 - 堺駅西口間の運行（堺駅西口 - 出島間は廃止）となった。なお、数ある大阪市営バスの路線で2013年現在、堺市内も運行している（堺市内にも路線を有する）のは、この系統だけである。これは阪堺電鉄（新阪堺）を買収した大阪市電阪堺線を転換した名残である。
  - なお廃止された堺駅前 - 出島間には南海バスの堺市内中回り（4・14号系統）のバスが運行している。ただし堺駅西口停留所は発着せず、堺駅前（堺駅東側）停留所および堺駅南口停留所（大浜北町交差点よりも東側で南海本線の高架よりも東側の国道26号沿い）を利用する事になる。また29A号系統が発着していた大浜北町停留所は南海バスには存在せず、同様に大浜南町停留所・出島停留所は南海バスではそれぞれ大浜中町停留所・大浜南町停留所に相当する。
  - 運賃は堺市内も含め大阪市内と同じ210円均一である。
- 2009年3月29日：市バス再編時の際のダイヤ改正で住吉営業所の車両でも運行されるようになる。
- 2010年3月28日のダイヤ改正で系統番号が29A号系統から89号系統に変更となる。
- 2014年3月末で住吉が担当を降りて住之江専属に戻る。
- 2016年5月6日より住吉営業所が再び担当に加わる。
- 2016年12月16日で住吉営業所が担当を外れる。

ダイヤおよび停留所
平日は1時間に1-2本、土休日は1時間に1本の運行である。

### 91・91急号系統
- 91・91急 鶴町四丁目 - 大運橋通(北) - 大正区役所前(北) - 大正橋(大正駅前) - ドーム前千代崎
  - 2014年4月1日より鶴町営業所単独の担当路線となる。
  - 2023年12月1日より鶴町営業所との共管路線となる。
  - 91急号系統は平日のラッシュ時のみの運転で、大運橋通 - 大正橋間は中央中学校前と大正区役所前だけに停車する。

## 廃止・撤退路線

### 7号系統
運行区間
- 7：住吉川西 - 姫松橋 - 地下鉄北加賀屋 - 出城（でしろ）三丁目 - 長橋二丁目 - 地下鉄動物園前 - あべの橋

概要
- 7号系統は、大阪市住之江区柴谷と天王寺区・阿倍野区境のあべの橋（天王寺駅）を結ぶ路線である。西加賀屋四丁目 - 北加賀屋間は姫松橋停留所などを経由する。また鶴見橋通停留所付近では、阪神高速15号堺線の高架下を走行する。路線全体では少々複雑となっている。

沿革
- この系統の前身は住吉川西-姫松橋-地下鉄北加賀屋-柴谷一丁目を運行する支線7号系統である。のちに68号系統（あべの橋-宝橋通）と支線7号系統（住吉川西-柴谷一丁目）を廃止するとともに、この2系統を統合した特7号系統が住吉川西-あべの橋間で運行を開始した（住吉川西-北加賀屋が支線区間、北加賀屋-あべの橋が幹線区間）。ただこの頃は、出城三丁目-中開一丁目間は浪速西四丁目・中開三丁目経由であったが、2000年5月20日に長橋三丁目・長橋二丁目・出城二丁目経由となって現在の運行経路となった。このうち長橋三丁目はこの時に新設された停留所である。2002年1月27日に現在の7号系統に改称された。
- 末期は住之江営業所の単独担当となっているが、かつては住吉営業所や長吉営業所、阿倍野支所担当の便も存在した。
- 2014年3月31日で廃止。

### 24号系統
- - 2017年7月1日から2018年2月13日まで、一部便を担当した。

### 44号系統
- 44：コスモスクエア駅前 → 南港中央公園 → 南港税関前 → 南港東五丁目 → ポートタウン東駅前 → 南港中央公園 → コスモスクエア駅
  - 2010年3月28日のダイヤ改正で平日の朝夕通勤時間帯のみの運行となる（日中・夜間や土休日には運行されない）。
  - 2010年12月1日に17号系統と統合されて（新）17号系統となり、44号系統は廃止となる。
  - これまでの沿革・詳細は酉島営業所・84号系統の項を参照。

### 47号系統
運行区間
- 47：地下鉄住之江公園 → 西住之江 → 浜口 → 地下鉄玉出 → 地下鉄昭和町 → 阿倍野区役所前 → 鉄道病院 → あべの橋 → 旭町一丁目 → 阿倍野区役所前 → 地下鉄昭和町 → 地下鉄玉出 → 浜口 → 西住之江 → 地下鉄住之江公園
  - 北島一丁目停留所は地下鉄住之江公園行きのみ停車。

概要
- 循環系統で平日･土曜日の昼間のみ運行で、休日は運転されない。当初は幹線臨49号系統としてあべの橋 - 西住之江 - あべの橋の循環系統で（現・3号系統とともに）地下鉄住之江公園へは行かなかったが、大和川通の開通により地下鉄住之江公園発着となる。またあべの橋付近でも往復とも三明町一丁目経由で循環運転ではなかったが、後に地下鉄住之江公園行きは阿倍野筋商店街前経由に変更された。そして、2002年1月27日の市バス再編で47号系統になった際に旭町一丁目・阿さひ保育園経由になった。
- また、地下鉄昭和町 - 三明町一丁目が重複する系統として、過去には支線51号系統（三明町一丁目 - 地下鉄西田辺）が運行されていた。
- なお、かつては47号系統の番号は、京橋駅前 - 南森町 - 大阪駅前間を走行する路線で使用されていた。
- 末期は住之江営業所のみの担当だが、2013年改正までは一部は住吉営業所が担当していた。
- 2014年3月31日で廃止された。なお、地下鉄玉出 - 浜口 - 西住之江 - 地下鉄住之江公園間は4月1日から新設された25号系統が引き継いでいる。

### 54A･B号系統
- - 2017年7月1日から2018年2月13日まで、一部便を担当した。

### 55号系統
- 2014年4月1日より鶴町営業所単独の担当路線となる。

### 62号系統
運行区間
- 62：住吉車庫前 - 播磨町 - あべの橋 - 上本町六丁目 - 大阪城大手前 - 天満橋 - 淀屋橋 - 大阪駅前
- 62A：住吉車庫前 - 播磨町 - あべの橋 - 上本町六丁目南
- 62B：あべの橋 - 上本町六丁目南
  - 時刻表上や方向幕ではA・Bの区別は特にされていない。
  - 2017年7月1日から2018年2月13日まで、一部便を担当した。

### 66号系統
- 66: 出戸バスターミナル - 瓜破東小学校 - 地下鉄喜連瓜破 - 瓜破西住宅

概要
- 平野区南部を運行する。
- 元は赤バス出戸バスターミナル - 瓜破東八丁目 - 瓜破西住宅ルート（長吉営業所担当）だったが2013年4月1日より一般バス（住之江営業所へ移管）として運行する。その名残で一部の時間帯を除き16号系統と連続運行している。
- 17時台・18時台を除き、（この時間帯は60分間隔）30分間隔で運行。
- 2014年3月31日で、14号系統と統合のうえ廃止。

### 68号系統
- 68: あべの橋→南河堀町→寺田町→国分町→勝山三丁目→桃谷駅前[4]→五条公園→大阪警察病院→天王寺区役所→上本町九丁目→上本町八丁目→石ヶ辻町南→石ヶ辻町→大阪赤十字病院→石ヶ辻町北→小橋町→鶴橋駅前→舟橋町→真田山→玉造→玉造本町→天王寺スポーツセンター→空清町→清水谷町→清水谷高校前→上本町一丁目→上本町四丁目→上本町六丁目[5]→小橋町→鶴橋駅前→細工谷→桃谷駅前[4]→五条公園→大阪警察病院→天王寺区役所→上本町九丁目→四天王寺前夕陽ヶ丘→天王寺区民センター→生玉寺町→生國魂神社→谷町九丁目→下寺町→下寺町一丁目→下寺町二丁目→天王寺公園前→天王寺西門前→あべの橋

概要
- 元は赤バス天王寺ループ（長吉営業所担当）だったが2013年4月1日より一般バス（住之江営業所へ移管）として運行する。
- 30分間隔で運行
- この系統は全線の走行距離が15.6km、所要時間は約1時間20分であり、2013年当時の大阪市営バス最長系統であった。
- 2014年3月31日で廃止となる。4月1日より鶴橋駅前→玉造間と鶴橋駅前→桃谷駅前→上本町九丁目間は、22号系統（あべの橋-天王寺区役所-鶴橋駅前-玉造-諏訪神社前）が両方向の運行で引き継いでいる。また、空清町・清水谷高校・上本町一丁目付近は18号系統（上本町六丁目-北巽バスターミナル）が上本町六丁目から上本町一丁目まで延伸のうえカバーしている。同年9月21日より18号系統は玉造へ延伸し天王寺スポーツセンターなどを経由する形となり、22号系統も経路変更により生國魂神社、天王寺区民センターなどに加え12号系統の経路変更により4月から一旦廃止となっていた国分町を経由するようになった。

### 75号系統
- 75：鶴町四丁目 - 立葉 - 幸町1丁目 - 西大橋 - 土佐堀一丁目 - 大阪駅前
  - 75号系統が鶴町四丁目発着だった頃は住之江営業所の車両で運行する便も存在していた。
  - 2012年4月1日のダイヤ改正よりなんば - 大阪駅前間の運行になった事に伴い、住之江営業所は担当から外れ、東成営業所と鶴町営業所の担当となる。なお現在は中津営業所の担当である。

### 80号系統
- 2014年4月1日より鶴町営業所単独の担当路線となる。

### 85号系統
- 2014年4月1日より住吉営業所単独の担当路線となる。

### 90号系統
- 2014年4月1日より鶴町営業所単独の担当路線となる。

### 94号系統
- 2014年4月1日より鶴町営業所単独の担当路線となる。

### 105号系統
- 2014年3月31日をもって廃止となる。

### 191号系統
- 191：なんば ＝ 南港コスモスクエア

1994年に運行を開始した南港方面直通シャトルバス。料金は通常の倍額で阪神高速道路を経由するため専用の車両（日野・ブルーリボン。前中扉仕様・ハイバックシートとシートベルト装備・専用塗装、後に一般車と同じ塗装にし内装の改装などをして旧特44号系統などに転用）が配備されていた。大阪港トランスポートシステム（OTS）のテクノポート線（現・大阪市高速電気軌道中央線）が開業したことに伴い廃止。なお、大阪駅からは190号系統（中津担当）があったほか、休日などには九条所属の企業送迎用車両（三菱ふそう・エアロスターK）も運用に就いた。

### OCAT - 関西空港線
- リムジン：大阪シティエアターミナル（OCAT）＝関西国際空港（関西空港交通・近畿日本鉄道（近鉄バス）と共同運行）

1996年にOCATの開設に伴い、同施設が大阪市の第三セクターであったことから大阪市営も参入した。利用が低迷し、3年後の1999年3月末にて廃止。大阪市営はリムジンバスから撤退した。後継としてOCATのチャーターによる「OCATシャトル880」が開設された。車両は日野・セレガを使用し、塗装は関西空港交通と同一デザインとなっていた（近鉄も同じ塗装を採用し3社局で統一していた）。

## 廃止路線（赤バス系統）
2013年4月1日のダイヤ改正・運行経路変更により廃止された。

### 港ループ
- 港ループ 弁天町バスターミナル→安治川大橋→弁天町駅前→港区役所前→八幡屋四→港近隣センター→地下鉄朝潮橋→磯路三→港区役所前→南市岡小学校→弁天町バスターミナル
  - 2007年7月21日：弁天三丁目南停留所を移設。
  - 廃止代替措置として港区が日本交通に委託して「港区ループバス」を2014年3月31日まで運行[10]。2014年4月1日より港区ループバスを廃止し、一部区間を44号系統の運行区間変更（南港への乗り入れを廃止し八幡屋三丁目まで運行）によりカバーすることとなった[11]。

### 区役所 - 加島駅
- 十三駅東口→淀川区役所→十三市民病院→三津屋公園→加島駅前→神崎川駅→十三市民病院→十三駅東口
  - 2010年3月28日より、前日までで閉鎖となった古市営業所に代わって住之江営業所の担当となる。翌年の2011年4月1日より下記の西淡路 - 区役所系統が井高野営業所に移管後も赤バス全廃まで住之江担当のままで残されていた。
  - 廃止代替措置として2013年4月1日から2014年3月31日まで同ルートを国際興業大阪による乗合タクシーを運行している[12]。2014年4月1日より福祉バス「夢ちゃん号」として対象を高齢者や障害者などに限定した運行に変更している[13]。

### 西淡路 - 区役所
- 新大阪駅東口 - 阪急崇禅寺駅（菅原方向）／東淀川駅前（新大阪方向の一部のみ） - 淡路三丁目 - 下新庄四丁目 - 東淀川区役所前 - 菅原二丁目
  - 2010年3月28日より、前日までで閉鎖となった古市営業所に代わって住之江営業所の担当となる。これにより入出庫時は菅原二丁目 - 住之江営業所間を回送していたが、相当に長い距離の回送であったため、翌年の2011年4月1日より回送経路の短縮を目的として井高野営業所担当となる。
  - 2013年4月1日より一般路線バスに昇格し、11号系統として運行している。

### 住之江ループ
- 住之江ループ 住之江会館→住之江区役所前→姫松橋→住吉市民病院前→地下鉄北加賀屋→府営柴谷住宅→住之江区役所前→浜口→安立小学校→地下鉄住之江公園→住之江会館
  - 廃止代替措置として2013年7月1日より福祉バス「さざぴー号」を運行している[14]。

### 住吉ループ
- 住吉ループ 東粉浜一南→住吉大社→三稜中学校→住吉区役所区民センター→住吉郵便局→杉本町駅前→市立大学前→浅香→住吉郵便局→南住吉二→三稜中学校→住吉車庫前→万代池西（ばんだいいけにし）→東粉浜一丁目南
- なお正月3ヶ日は住吉大社前は通行止めになるのでルートを変更していた。廃止代替措置はなし。

### 西成西ループ
- 西成西ループ（外回り）: 玉出西一丁目→津守神社前→落合渡船場→津守新道→今宮駅→鶴見橋商店街→地下鉄花園町→地下鉄岸里→玉出西一丁目
- 西成西ループ（内回り）: 玉出西一丁目→地下鉄岸里→地下鉄花園町→鶴見橋商店街→今宮駅→津守神社前→玉出西一丁目
  - 2011年10月1日に内回り系統が新設された。なお、内回り系統は津守新道・落合渡船場を経由しない。
  - 代替措置として西成区がトーホーバスに委託し福祉バス「ジャガピーバス」を運行[15]。2014年度は4月から6月までは2ルート運行するが7月以降は1ルートのみとなる。運行は大和観光バスに委託される[16]。

### 西成東ループ
- 西成東ループ 地下鉄玉出→地下鉄岸里→天下茶屋駅東→阿さひ保育園→動物園前→新今宮駅前→地下鉄花園町→天下茶屋駅→阿部野神社→地下鉄玉出

## 車両
2009年現在、一般路線で使用される大型車・中型車、赤バス路線に使用される小型車、ユニバーサル・スタジオ・ジャパンのシャトルバスとして使用される専用の中型車（大阪運輸振興所属）が配置されている。以前は大型車のみで日野自動車製（同社製で、ボディが西日本車体工業架装の車両も存在した。一時期は西工製ボディのみ投入されていた時期もある）に統一されていたが、2002年1月に大阪運輸振興に委託した際に、住吉営業所などから中型車を転属させた。それ以降、様々な車種およびメーカーの車両が配置されることとなった。現在は、一般路線用車両は、日野自動車製、UDトラックス（旧:日産ディーゼル）製、いすゞ自動車製、三菱ふそうトラック・バス製の国内4メーカーすべての車両が在籍している。赤バス路線用車両はオムニノーバ・テクノロジーのマルチライダーとメルセデス・ベンツの車両が在籍している。シャトルバス用車両は日野自動車製の大型車が配置されていたが、2008年より日産ディーゼル工業製の中型車(共に大阪市営バスの元路線車)が3台配置されている。
以前はCNGノンステップバスも在籍していたが、同営業所にはCNG充填設備は存在せず、ニュートラム住之江公園 - 平林間の新北島五丁目停留所付近にあった充填所で燃料補給を行っていた。なおこの新北島五丁目停留所付近にあった充填施設は閉所・撤収された。
こういった事もあり2009年にはいすゞ自動車製の大型CNGノンステップバス（いすゞ・エルガ）が鶴町営業所に転属した代わりに、ハイブリッドノンステップバス（日野・ブルーリボンシティ）が新しく配備された。